# L'Amour trop fort

L'Amour trop fort est un film français réalisé par Daniel Duval sorti en 1981.

## Synopsis
Le film met en scène une sorte de triangularité amoureuse compliquée entre un Intermittent du spectacle, une antiquaire et un écrivain paresseux, jaloux et porté sur la boisson.

## Fiche technique
- Réalisation : Daniel Duval, assisté de Jean-Pierre Vergne
- Scénario : Jean Curtelin et Daniel Duval
- Producteur : Benjamin Simon
- Sociétés de production : ATC 3000 et Société des Établissements L. Gaumont
- Musique originale : Maurice Vander
- Photographie : Michel Cénet
- Montage : Yann Dedet et Pascale Granel
- Son : Henri Roux
- Durée : 92 minutes
- Genre : drame
- Pays de production : France
- Date de sortie :
  - France : 15 avril 1981

## Distribution
- Marie-Christine Barrault : Rose-Marie de Boisel
- Jean Carmet : Max
- Daniel Duval : Charlie Maupas
- Hubert Deschamps : Jean Dumaine
- Alain Flick : le commissaire
- Christian Delangre : Bernard
- Monique Pantel : Monique
- Bernard Dumaine : Le commerçant vote
- Jacques Bryland
- Fabienne Mai
- Benjamin Simon
- Michel Such